# François Daenen
François Daenen est un footballeur international belge, né le 25 août 1919 et mort le 16 avril 2001.
Il a été gardien de but au Royal Tilleur FC, club de la banlieue de Liège qui évolue alors en Division 1. 
Il a été sélectionné 17 fois en équipe nationale de 1944 à 1953.
Il est inhumé au cimetière de Borlez.

## Palmarès
- International belge A de 1945 à 1953 (17 sélections)
- Champion de Belgique D2 en 1948 avec le Royal Tilleur FC